# كاناري ميشن
كاناري ميشن "Canary Mission " هو موقع إلكتروني أنشئ في عام 2014 يجمع ملفات عن الناشطين الطلابيين والأساتذة والمنظمات، مع التركيز في المقام الأول على تلك الموجودة في جامعات أمريكا الشمالية، والتي تعد معادية لإسرائيل أو معادية للسامية، ويقول الموقع انه يرسل أسماء الطلاب المدرجين في قوائمه إلى أصحاب العمل المحتملين. تم استخدام قوائم Canary Mission بواسطة الحكومة الإسرائيلية ومسؤولي أمن الحدود لاستجواب ومنع دخول المواطنين الأمريكيين المؤيدين للمقاطعة وسحب الاستثمارات وفرض العقوبات،  ومن قبل أصحاب العمل المحتملين.
قال الأفراد الذين أدرجتهم كناري إن قائمتها السوداء مصممة لترهيب الطلاب وأعضاء هيئة التدريس والناشطين المجتمعيين المشاركين في العمل التضامني مع فلسطين. ويعتبر بعض الناشطين المؤيدين لإسرائيل أن تكتيكات الموقع شديدة العدوانية، بينما يشيد آخرون بجهوده ضد النشطاء المؤيدين للفلسطينيين. حافظ مشغلو الموقع على عدم الكشف عن هويتهم،  وبرروا سريتهم بالقول إن "العديد من منتقدينا يريدون فقط معرفة هويتنا حتى يتمكنوا من إيذائنا جسديًا".

## النشاط
وفقًا لموقعهم على الإنترنت، فإن كاناري ميشن "يوثق الأفراد والمنظمات التي تروج لكراهية الولايات المتحدة وإسرائيل واليهود في حرم جامعات أمريكا الشمالية". حيث يتم إنشاء ملفات شخصية على الموقع باستخدام معلومات مرئية للعامة يتم سحبها من مواقع التواصل الاجتماعي. غالبًا ما تكون الملفات الشخصية مفصلة تمامًا وتتضمن معلومات شخصية، مثل صور الأطفال للأفراد. ويحتوي الموقع على آلاف الملفات الشخصية للطلاب والأساتذة الذين يعتقد محرروه أنهم انخرطوا في نشاط مؤيد للفلسطينيين أو مناهض لإسرائيل، وقد تم وصفه بالقائمة السوداء. ويتضمن أيضًا مجموعة من الملفات الشخصية للعنصريين البيض البارزين, وكذلك معادين السامية, ونتيجة لذلك تعرض الموقع لانتقادات من قبل نشطاء لتجميعهم مع هؤلاء الأشخاص. يحتوي ايضا كاناري ميشن بعض مقالات الاعتذار التي كتبها أشخاص أدرجت ملفاتهم الشخصية على الموقع؛ وفي المقابل تتم إزالة ملفاتهم الشخصية من قائمة الموقع.

## استخدام قوائم كاناري ميشن
استخدمت أجهزة الأمن الإسرائيلية محتوى من كاناري ميشن لفحص الأفراد الذين تم تحديدهم في مطار بن غوريون. كما ورد أنهم استخدموا الادعاءات الواردة على الموقع لتبرير قرارات ترحيل أشخاص من إسرائيل. وقد تضر الملفات الشخصية الوجودة على كاناري ميشن فرص التوظيف لأولئك المدرجين، وخاصة الطلاب وأعضاء هيئة التدريس غير الدائمين، من خلال إتاحة بياناتهم لأصحاب العمل المحتملين في ملف شخصي متاح بسهولة عبر الإنترنت. وفقًا لـويليام جون توماس ميتشيل، الذي لديه ملف تعريف كاناري ميشن، يرى أصحاب العمل المحتملون أن الملفات الشخصية لـ كاناري ميشن تظهر في أعلى نتائج بحث Google للطلاب والخريجين الجدد الذين ليس لديهم "مجموعة من الإنجازات".

## السرية
لا ينشر موقع كاناري ميشن أي معلومات حول من يدير الموقع أو يموله. على الرغم من أن موقع كاناري ميشن على الويب ينص على أنها منظمة غير ربحية، إلا أنه لا توجد منظمة تحمل اسم كاناري ميشن مسجلة لدى مصلحة الضرائب الأمريكية. بينما يوفر موقع كاناري ميشن على الويب طريقة للتبرع للمنظمة عبر بطاقة الخصم أو الائتمان، لا يوجد سجل عام لرعاة كاناري ميشن أو الجهات المانحة. ونفت العديد من المنظمات المؤيدة لإسرائيل أي ارتباط لها بـكاناري ميشن.

## التمويل
في أكتوبر 2018، ذكرت صحيفة The Forward وهآرتس أن Canary Mission تلقت تمويلًا من مؤسسة عائلة هيلين ديلر، وهي مؤسسة داعمة لاتحاد الجالية اليهودية في سان فرانسيسكو (JCFSF)، وأن عمليات المنظمة كان يرأسها جوناثان باش من خلال جمعية خيرية إسرائيلية. اسمه ميجاموت شالوم. بعد وقت قصير من الكشف، أعلنت JCFSF أنها ستتوقف عن تمويل Canary Mission. حددت The Forward أيضًا مؤسسة المجتمع اليهودي في لوس أنجلوس باعتبارها الجهة المانحة الرئيسية لـ Megamot Shalom، بعد أن تبرعت بمبلغ 250 ألف دولار في 2016-2017.
أفاد تحقيق سري أجرته قناة الجزيرة في حملة التأثير السرية الإسرائيلية في الولايات المتحدة، أن آدم ميلشتاين كان مصدر التمويل الرئيسي لموقع كناري ميشن.

## النقد
وصفت المخرجة ريبيكا بيرس ان Canary Mission تستخدم ""تكتيكات المكارثية" وتوظف "العنصرية المفتوحة"". قارن كتاب لوموند ديبلوماتيك وأكاديميون يهود ممارسة كناري ميشن المتمثلة في ابتزاز الأفراد المستهدفين بالاعتذارات مقابل العفو بممارسة الأنظمة الاستبدادية والمكارثية في الولايات المتحدة.
ذكرت صحيفة The Forward أنه في حين أن بعض الملفات الشخصية تتضمن محتوى "مثير للقلق حقًا"، مثل منشورات وسائل التواصل الاجتماعي المعادية للسامية، فإن الاتهامات الأخرى التي وجهها الموقع مضللة. اتهم أحد هذه الملفات أحد الطلاب بـ "شيطنة إسرائيل" لأن الطالب أصدر إعلانًا في حفل عشاء برعاية شركة هيليل الدولية ينتقد فيه قرار دونالد ترامب نقل سفارة الولايات المتحدة إلى القدس. ووفقا للمحامية الإسرائيلية إميلي شيفر عمر مان، فإن معلومات كناري ميشن "في كثير من الأحيان ليست موثوقة ولا كاملة ولا محدثة". وقالت إنه لا ينبغي لمسؤولي الحدود الإسرائيليين استخدام الموقع لأنه لا يفي بمعايير الموثوقية التي يفرضها القانون الإسرائيلي.
ونددت مصادر مؤيدة للفلسطينيين بأنشطة كناري ميشن باعتبارها محاولة لإسكات منتقدي إسرائيل في الجامعات الأمريكية من خلال الترهيب. ردًا على ذلك، أنشأ الناشطون المؤيدون للفلسطينيين موقعًا إلكترونيًا يسمى "ضد كناري ميشن"، ويقولون إنهم يعتزمون استضافة ملفات شخصية للأشخاص المستهدفين من قبل كناري ميشن من أجل تصوير نشاطهم في ضوء إيجابي. كما انتقدت بعض المنظمات المؤيدة لإسرائيل كناري ميشن بسبب تكتيكاتها العدوانية.
قال طلاب يهود ومؤيدون لإسرائيل إن الطلاب وأعضاء هيئة التدريس المؤيدين للفلسطينيين اشتبهوا في تواطؤهم مع كناري ميشن، وألقوا اللوم عليهم حتى عندما لم يكونوا متورطين مع كناري. أيد ائتلاف إسرائيل في الحرم الجامعي كناري ميشن، وكتب أنه "من خلال منصات الإنترنت مثل كناري ميشن، وهي قاعدة بيانات مخصصة لفضح كراهية اليهود وإسرائيل، أنشأ المجتمع المؤيد لإسرائيل رادعًا قويًا ضد معاداة السامية ونشاط المقاطعة".

في فبراير 2018، قام تويتر بتعليق حساب Canary Mission لفترة وجيزة،  لفضحه تغريدة عام 2017 لناشط مؤيد للفلسطينيين "عدَّل كلمات أديل لتقول "أشعل النار في اليهود". بحسب تويتر، فقد ارتكبوا خطأً في حجب كناري. في أكتوبر 2019، قال راي حنانيا عن كناري ميشن إنها تعمل على إسكات الانتقادات المشروعة لإسرائيل. أضاف:
"تخيل الغضب الذي سيتم التعبير عنه إذا كان هناك موقع على شبكة الإنترنت يحتفظ بقائمة عامة لليهود، وينشر صورهم ومعلوماتهم الشخصية لمجرد أنهم كانوا مؤيدين نشطين لإسرائيل. حسنًا، عليك أن تتخيل ذلك لأنه غير موجود "ولكن ليس عليك أن تتخيل موقعًا على شبكة الإنترنت يعرض الصور والمعلومات الشخصية للأمريكيين العرب الذين يدعمون حقوق الفلسطينيين، وهو مليء باتهامات شريرة بأنهم "معاديون للسامية" وحتى "معادون لأمريكا"." 
تعرضت كناري ميشن لانتقادات لاستهدافها المنظمات اليهودية التي تنتقد الصهيونية، مثل الصوت اليهودي من أجل السلام وموندويس. ويقدم الموقع لمحة عن الطلاب اليهود المنتسبين إلى مثل هذه المنظمات ويدرج منظمة "الصوت اليهودي من أجل السلام" على أنها "تروج لمعاداة السامية".

## روابط خارجية
- الموقع الرسمي
- Against Canary Mission website